# Il dubbio (saggio)
Il dubbio è un saggio di Luciano De Crescenzo in cui tenta di rispondere a tre domande filosofiche: "È il caso o il destino a governare il mondo?", "Cos'è il tempo?", "Cos'è lo spazio?"

## Capitoli
1. Le grandi domande
2. Il Caso e la Necessità
3. L'entropia (preso da Vita di Luciano De Crescenzo scritta da lui medesimo)
4. Il tempo (come sopra)
5. Lo spazio